# Euchresta
Tribu
Genre
Euchresta est un genre de plantes à fleurs dicotylédones de la famille des Fabaceae, sous-famille des Faboideae, originaire des régions tropicales d'Asie. C'est le seul genre de la tribu des Euchresteae (tribu monotypique).
Selon certains auteurs ce genre devrait être inclus dans le genre Sophora, et donc dans la tribu des Sophoreae.

## Liste d'espèces
Selon The Plant List (22 septembre 2018) :
- Euchresta formosana (Hayata) Ohwi
- Euchresta horsfieldii (Lesch.) Benn.
- Euchresta japonica Regel
- Euchresta tubulosa Dunn